# Caprimulgus
Caprimulgus is een geslacht van vogels uit de familie van de nachtzwaluwen (Caprimulgidae). De wetenschappelijke naam is gepubliceerd in 1758 door Linnaeus in Systema naturae. De wetenschappelijke naam is afgeleid van het Latijnse capra (geit) en mulgere (melken), omdat de mythe ging dat de nachtzwaluwen melk van de geiten kwamen drinken.

## Kenmerken
Het zijn zijn middelgrote vogels met lange, puntige vleugels, korte poten en snavels. De vogels hebben een uitgesproken schutkleur.  

## Verspreiding en leefgebied
De nachtzwaluwen uit het geslacht Caprimulgus hebben een grote verspreiding over de wereld. Nachtzwaluwen die voorkomen in de gematigde klimaatzone zijn trekvogels die 's winters naar de tropen trekken.  

## Leefwijze
Net als soorten uit de andere geslachten, broeden ze vaak op de grond. Ze zijn actief van de avondschemering tot de morgenschemering en ze foerageren op grote, vliegende insecten zoals nachtvlinders.
Vaak zitten ze (niet gebruikelijk bij vogels) in plaats van dwars, met hun lichaamsas in het verlengde van een dikke tak. Daardoor vallen ze niet op. Het geluid dat nachtzwaluwen maken klinkt vaak mechanisch, het is een soort ratelend geluid.

## Naamgeving
Nachtzwaluwen worden ook wel geitenmelkers genoemd, omdat men (onterecht) dacht dat deze vogels 's nachts door de stal vlogen om geiten te melken.

## Soorten
De volgende soorten zijn bij het geslacht ingedeeld:
- Caprimulgus aegyptius – Egyptische nachtzwaluw
- Caprimulgus affinis – Savannenachtzwaluw
- Caprimulgus andamanicus – Andamanennachtzwaluw
- Caprimulgus asiaticus – Hindoenachtzwaluw
- Caprimulgus atripennis – Indische nachtzwaluw
- Caprimulgus batesi – Bates' nachtzwaluw
- Caprimulgus celebensis – Sulawesinachtzwaluw
- Caprimulgus clarus – Reichenows nachtzwaluw
- Caprimulgus climacurus – Langstaartnachtzwaluw
- Caprimulgus concretus – Bonapartes nachtzwaluw
- Caprimulgus donaldsoni – Doornstruiknachtzwaluw
- Caprimulgus europaeus – Nachtzwaluw
- Caprimulgus eximius – Goudgele nachtzwaluw
- Caprimulgus fossii – Gabonnachtzwaluw
- Caprimulgus fraenatus – Grijsbruine nachtzwaluw
- Caprimulgus griseatus – Kayumangginachtzwaluw
- Caprimulgus indicus – Junglenachtzwaluw
- Caprimulgus inornatus – Marmernachtzwaluw
- Caprimulgus jotaka – Grijze nachtzwaluw
- Caprimulgus longipennis – Viervleugelnachtzwaluw
- Caprimulgus macrurus – Horsfields nachtzwaluw
- Caprimulgus madagascariensis – Madagaskarnachtzwaluw
- Caprimulgus mahrattensis – Sykes' nachtzwaluw
- Caprimulgus manillensis – Filipijnse nachtzwaluw
- Caprimulgus meesi – Mees' nachtzwaluw
- Caprimulgus natalensis – Moerasnachtzwaluw
- Caprimulgus nubicus – Nubische nachtzwaluw
- Caprimulgus pectoralis – Roesthalsnachtzwaluw
  - C. p. nigriscapularis – Zwartschoudernachtzwaluw
- Caprimulgus phalaena – Palaunachtzwaluw
- Caprimulgus poliocephalus – Ethiopische nachtzwaluw
  - C. p. ruwenzorii – Rwenzorinachtzwaluw
- Caprimulgus prigoginei – Louettes nachtzwaluw
- Caprimulgus pulchellus – Salvadori's nachtzwaluw
- Caprimulgus ritae – Timornachtzwaluw
- Caprimulgus ruficollis – Moorse nachtzwaluw
- Caprimulgus rufigena – Roodwangnachtzwaluw
- Caprimulgus solala – Nechisarnachtzwaluw
- Caprimulgus stellatus – Okervleknachtzwaluw
- Caprimulgus tristigma – Rotsnachtzwaluw
- Caprimulgus vexillarius – Wimpelnachtzwaluw

Soortstatus onduidelijk:
- Caprimulgus centralasicus – Vauries nachtzwaluw